# Ogród botaniczny w Buenos Aires
Ogród botaniczny im. Carlosa Thaysa w Buenos Aires (hiszp. Jardín Botánico „Carlos Thays”) – ogród botaniczny w Argentynie, zlokalizowany w Buenos Aires, w obrębie dzielnicy Palermo.

## Charakterystyka
Ogród o trójkątnym kształcie położony jest na wysokości 25 m n.p.m., pomiędzy Aleją Santa Fe, Aleją Las Heras i ulicą República Arabe Siria i ma powierzchnię 6,9772 ha. W obrębie ogrodu znajduje się pięć palmiarni oraz liczne pomniki i rzeźby. Rośnie w nim około 5500 gatunków roślin, drzew i krzewów. Roczny opad atmosferyczny wynosi w ogrodzie 1300 mm.

## Historia

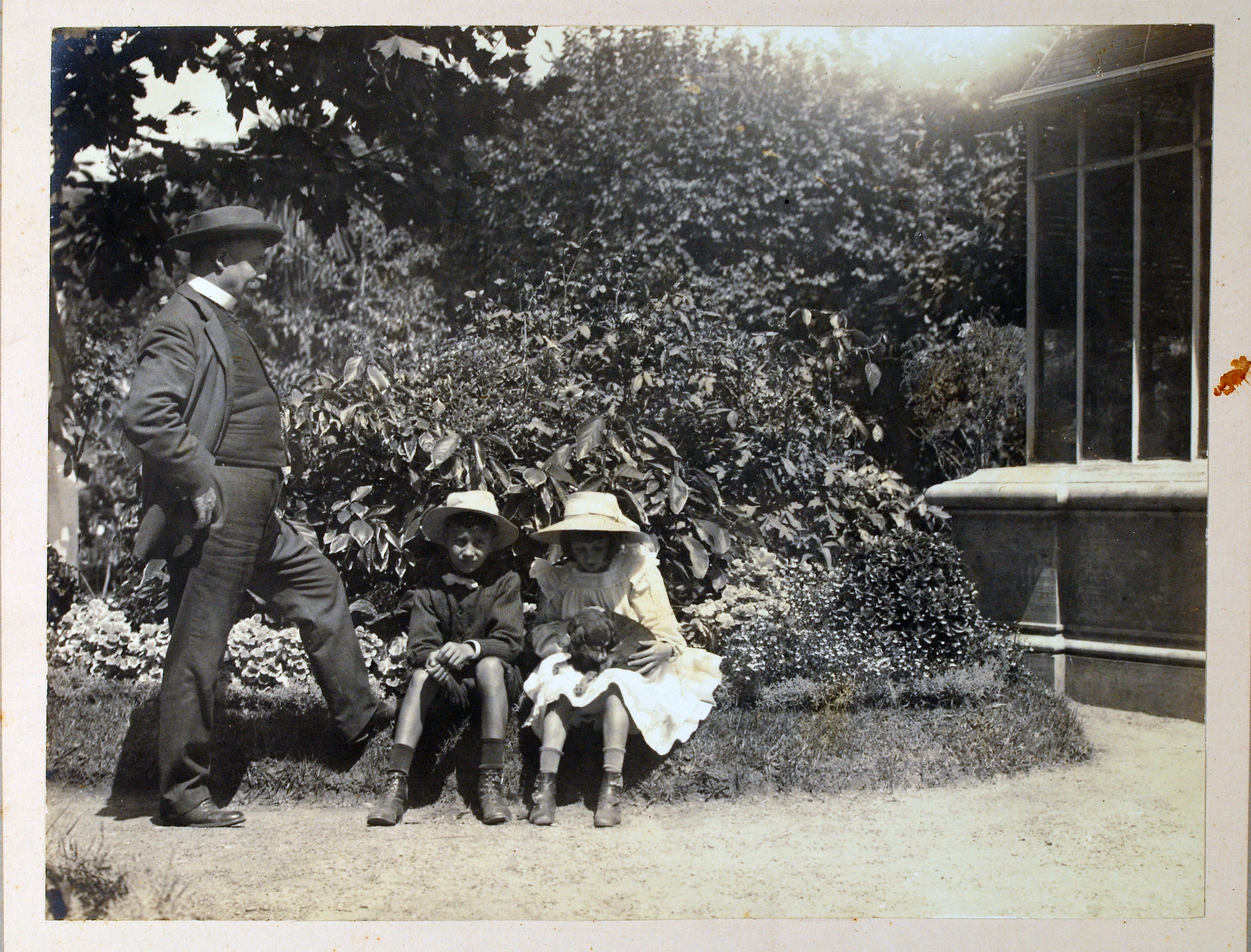
Rodzina Thays w ogrodzie (ok. 1904)

22 lutego 1892 roku miejski architekt krajobrazu Carlos Thays (1849–1934) pod kierownictwem gminy i pod nadzorem architekta Francisco Bolliniego (1845–1921), stworzył koncepcję powstania ogrodu botanicznego. W tym projekcie sugerowano, że najodpowiedniejszym miejscem do umiejscowienia tego ogrodu była działka położona przy ulicy Santa Fe na wysokości Parku 3 Lutego, wykorzystywana przez Narodowe Ministerstwo Rolnictwa.
Po zatwierdzeniu inicjatywy przez burmistrza sprawę przekazano do Ministerstwa Spraw Wewnętrznych. Minister Nicasio Oroño został już wcześniej powiadomiony o pracach koncepcyjnych przez prezydenta Carlosa Pellegriniego i przekazał grunty gminie. 
Do 1900 roku temperatury w Buenos Aires oscylowały pomiędzy -5 °C a 36 °C, co pozwoliło na sadzenie gatunków roślin z różnych obszarów kraju i świata, w różnych zespołach tematycznych. W ten sposób ogród mógł być podzielony na grupy fitogeograficzne. 
Przywożenie ziemi i kształtowanie krajobrazu przeprowadzono w 1892 roku. Natychmiast rozpoczęto prace związane z urządzaniem poszczególnych sekcji. Pofałdowane ukształtowanie terenu zostało wykorzystane do ukazania głównych stylów projektowania parków i ogrodów (symetrycznych, krajobrazowych i mieszanych). 24 kwietnia 1897 roku dyrekcja ogrodu nabyła budynek projektu polskiego inżyniera wojskowego Jordana Wysockiego. Budynek ten był wcześniej zajmowany przez Narodowy Departament Rolnictwa (1882–1894) i Narodowe Muzeum Historyczne (1894–1896). Obiekt był ponadto zamieszkany przez rodzinę Thays. 
Po sześciu latach prac (1892–1898) ogród został otwarty dla zwiedzających 7 września 1898 roku.
Zarządzeniem z dnia 31 sierpnia 1937 roku do nazwy ogrodu dodano imię i nazwisko jego założyciela: Carlos Thays. Za czasów następcy Thaysa, Benito Carrasco (1914–1916), w obręb jednostki weszła Szkoła Ogrodnicza i biblioteka specjalizująca się w zagadnieniach botanicznych, a także Gabinet Fotograficzny. 
Zarządzeniem z 29 grudnia 1959 roku utworzono Miejski Instytut Botaniki, który zapewniał wsparcie techniczne dla ogrodu i działał do końca 1995 roku. W 1996 roku, na mocy dekretu krajowego nr 366, uznano ogród za narodowy zabytek historyczny.